# 강국
강국(强國, 영어: Powerful nation)은 국제적으로 큰 힘을 가진 나라이다. 또한, 국제적으로 한 분야에서 큰 힘을 가진 나라를 빗대어 말할 때 쓰이기도 한다.

## 개요
일반적으로 국제연합 상임이사국들이 현대의 강국으로 불린다. 이외에도 국력이 강하고 영향력 있는 나라를 강국이라고 한다. 그러나 강국이라고 하는 것은 시대, 국력, 지정학적 위치 등 다양한 요소에 의해서 일컬어지므로 일반적인 정의를 하기 어렵다.
이를 빗대어 국제적으로 한 분야에서 큰 힘을 가진 나라를 강국으로 표현하기도 한다. 예를 들어 스포츠강국, 복지강국 등의 표현이 있다. 그러나 일반적으로 정도의 표현일 때에는 강국이라는 표현을 쓰고, 규모의 경우에는 대국이라는 표현이 선호된다. 예를 들어, '복지강국/복지대국', 'IT강국/IT대국' 과 '영토강국/영토대국', '인구강국/인구대국'을 비교해보면 선호되는 표현이 있다. 그러나 정도와 규모의 표현이 혼재할 수 있는 경우에는 표현도 혼재해서 쓰인다. 예를 들어 '군사강국/군사대국'.

## 강국의 종류
강대국은 지역이나 통상적 국제 관계를 넘어 전 세계적으로 영향력이 있는 국가를 말한다.
지역 강국은 강대국이 전 세계적으로 영향력이있는 반면, 특정 지역에서 큰 영향력을 가진 국가를 의미한다. 예를 들어, 남아시아의 인도, 동남아시아의 인도네시아, 서아프리카의 나이지리아 등을 들 수 있다.
냉전 이후 미국과 소련은 강대국 이상의 힘을 가진 존재로 초강대국이라고 불리었으며, 냉전 종결이후 소련이 붕괴한 후에는 미국이 세계 유일의 초강대국으로 불리었으며, 이러한 미국을 극초강대국이라고 부르는 견해도 있다. 초강대국은 전 세계적으로 자신의 이익을 보호하고 관철할 수 있는 능력을 가진 국가를 말하며, 극초강대국은 세계적으로 군사 및 경제, 과학기술 분야를 지배하는 나라이다. 대개 강대국, 초강대국 등의 표현이 주로 쓰이고 극초강대국이란 표현은 드물게 사용된다.
또한, 초강대국이나 강대국이 아니지만 그럼에도 제법 크거나 혹은 일정한 국제적 영향력을 가지고 있는 나라를 표현할 때 중견국이라고 한다.

## 같이 보기
- 국력